# フィットネスバイク

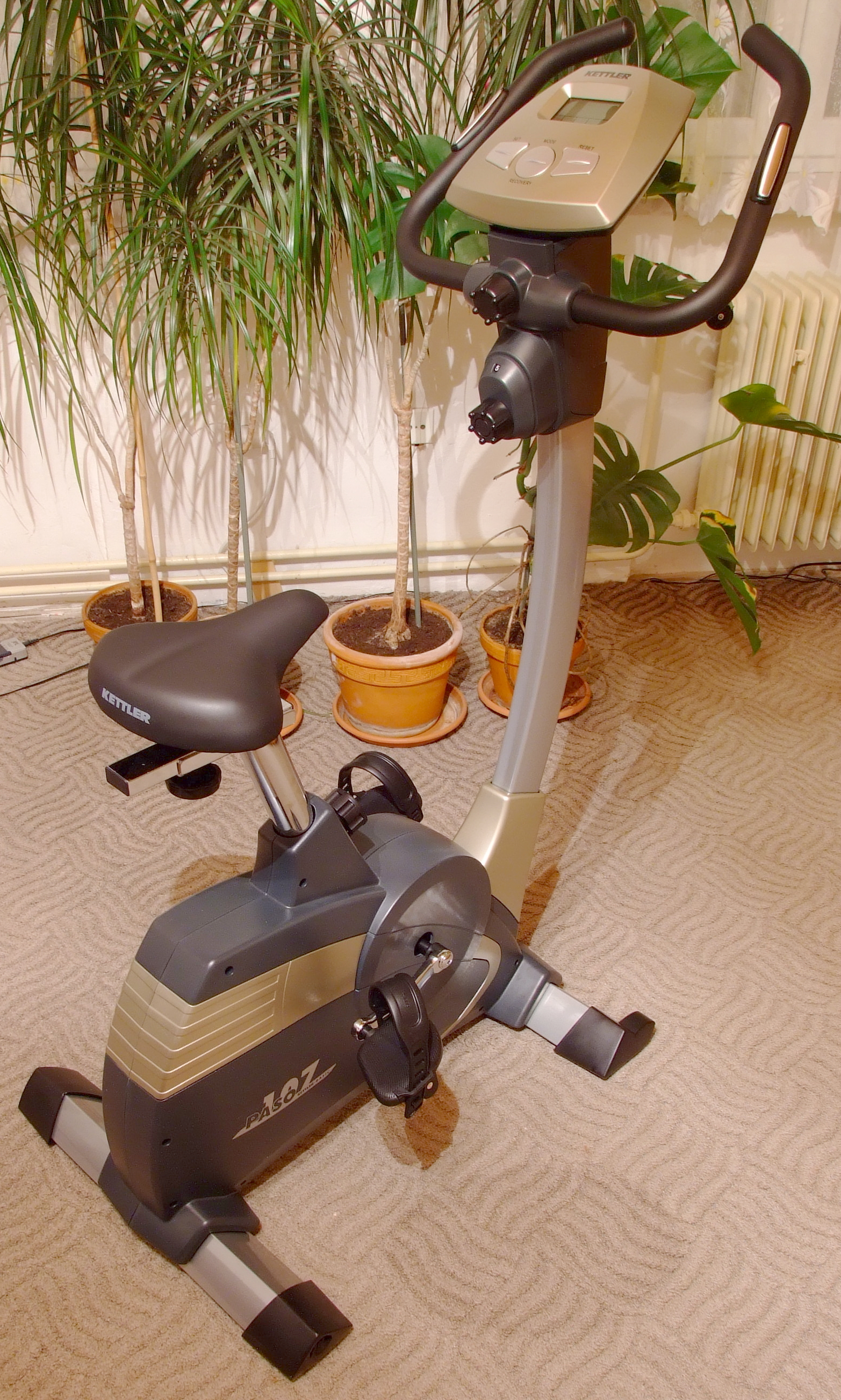
フィットネスバイク

フィットネスバイクとは、自転車型のフィットネス器具である。エアロバイク、エクササイズバイクなどとしても知られる。なお、エアロバイクの名称はコンビウェルネス（現コナミスポーツクラブ）の商標である。
フィットネスバイクはそれひとつで据え付けの器具でありペダルに任意の負荷をかけることができるようになっている点で本物の自転車を使用するローラー台（サイクルトレーナーとも）と異なる。